# Rue Royale (Paris)
A Rue Royale é uma via do 8.º arrondissement de Paris.

## Localização e acesso
Com 282 metro de extensão, a rua começa na Place de la Concorde e termina na Place de la Madeleine.
Ele mede 22,80 m de largura entre a Place de la Concorde e a rue du Faubourg-Saint-Honoré e 43 m em outros lugares.
Este local é servido, em sua extremidade norte, pelas linhas 8, 12 e 14 do Metrô de Paris na estação Madeleine e, na sua extremidade sul, pelas linhas 1, 8 e 12 na estação Concorde, bem como pela linhas de ônibus RATP 42, 52 e 84.

## Origem do nome
Seu nome provem do fato de que esta estrada foi aberta para dar acesso à Place Louis-XV, atual Praça da Concórdia.

## Histórico

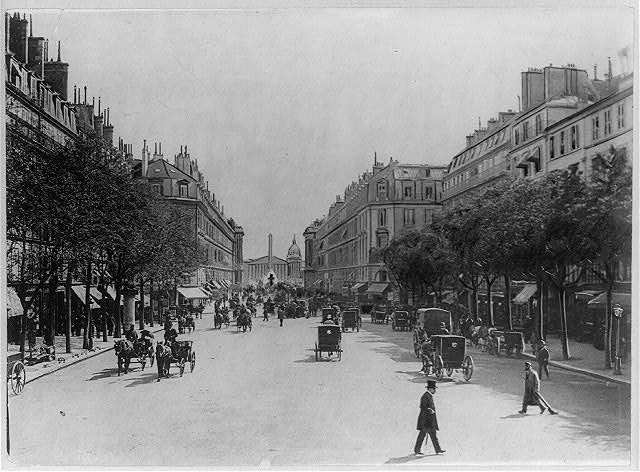
Rue Royale por volta de 1900, fotografia anônima, Washington, Biblioteca do Congresso.
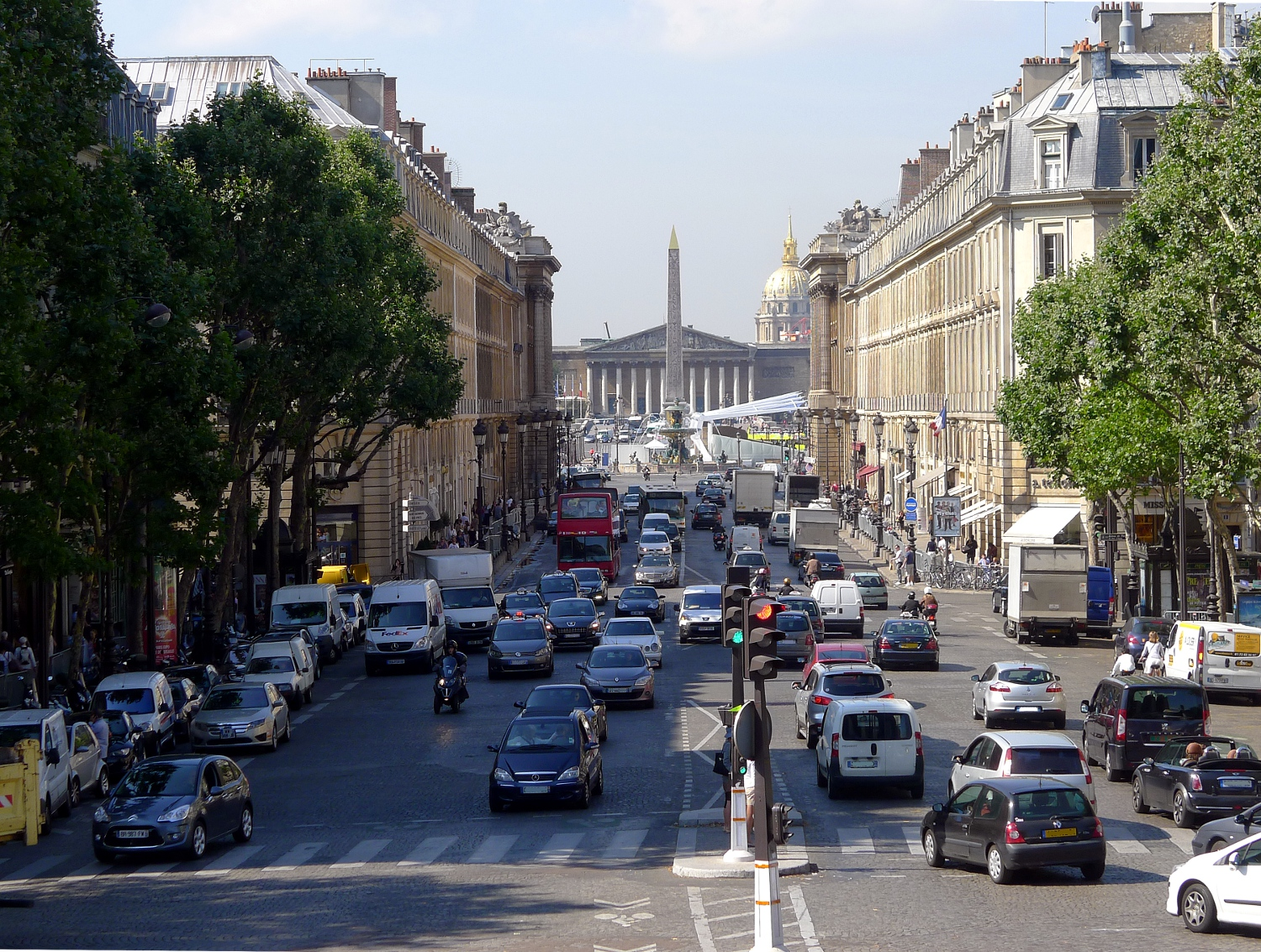
Mesma vista em 2011.

Esta rua substituiu a Porte Saint-Honoré, que ficava na esquina com a Rue Saint-Honoré, construída sob Luís XIII e destruída em 1733 e a muralha que se estendia até o Jardim das Tulherias. Ela foi executada sob as cartas patentes de 21 de junho de 1737. O rei ordenou "que as fachadas dos edifícios a serem erguidos na nova rua seriam estabelecidas de acordo com uma arquitetura uniforme".
A essas cartas patentes foi anexado um plano que atribuía a essa via pública o nome de Rue Royale. Os alinhamentos foram traçados de acordo com uma decisão do Conselho de 14 de novembro de 1757.
A "Rue Royale des Tuileries" foi construída a partir de 1758 em um projeto de fachada uniforme dado por Ange-Jacques Gabriel. Este desenho foi prescrito, para a parte da rua situada entre a Place de la Concorde e o cruzamento com a Rue du Faubourg-Saint-Honoré e a Rue Saint-Honoré, pelas cartas patentes de 21 de junho de 1757 e 30 de outubro de 1758.
Este luxuoso loteamento, destinado a acompanhar a criação da Place de la Concorde, foi executado principalmente pelo arquiteto e empresário Louis Le Tellier, que repetiu planos e fórmulas decorativas semelhantes de um lote para outro. Na rua, as elevações têm cinco níveis, sendo o primeiro andar o andar nobre. No pátio, o edifício principal em "L" oferece o aspecto tradicional de uma mansão parisiense. A escadaria principal, comum aos dois edifícios principais, se situa no cruzamento da ala de retorno do edifício voltada para o pátio e do edifício voltado para a rua. Sua extremidade sul, levando à Place de la Concorde, é ladeada por dois hôtels idênticos, obras de Gabriel, cujas fachadas com colunatas dão para a praça: o Hôtel de la Marine a leste e o Hôtel des Monnaies (ocupado hoje pelo Hôtel de Crillon e a sede do Automóvel Clube da França) a oeste.
Com a ajuda de seu filho, Louis-Pierre (falecido em 1786), Louis Le Tellier construiu primeiro, cerca de 1770, os números 6 e 8. Foi apenas entre 1781 e 1785 que ele construiu os números 9, 11 e 13. Se supõe que, para a decoração interior dos dois primeiros edifícios, ele recorreu aos artesãos que acabavam de trabalhar, sob a sua direção, no Hôtel de Tessé, Quai Voltaire, isto é, o escultor Pierre Fixon, dito Fixon Pai, associado desde 1771 com seu filho Louis-Pierre Fixon, o marmorista Lefranc e, talvez, o carpinteiro Huyot, enquanto que Maréchal é atestado nos edifícios posteriores dos números 9, 11 e 13.
Por volta de 1792, a Rue Royale foi renomeada "Rue de la Révolution". Ela então se tornou a "Rue Royale Saint-Honoré" e depois, em 1795, a "Rue de la Concorde" Ela retomou seu nome por decreto prefectural de 27 de abril de 1814.
Pela ordem de 20 de junho de 1824, os arredores da Igreja de la Madeleine, são remodelados e várias vias são abertas e a Rue Royale é ampliada.
Após a Restauração, a Rue Royale foi perdendo gradativamente seu caráter residencial e tornou-se um dos pontos altos do comércio de luxo parisiense, principalmente a partir do final do século XIX. Os grandes joalheiros então deixaram o Quartier du Palais-Royal e se estabeleceram na Rue Royale. Com efeito, hoje se encontram as boutiques das grandes marcas de luxo como Chanel, Dior, Gucci, Cerruti.
Sob a Comuna de Paris, as casas com os números 15, 16, 19, 21, 23, 24, 25, 27 foram incendiadas e a área foi gravemente afetada durante os combates.

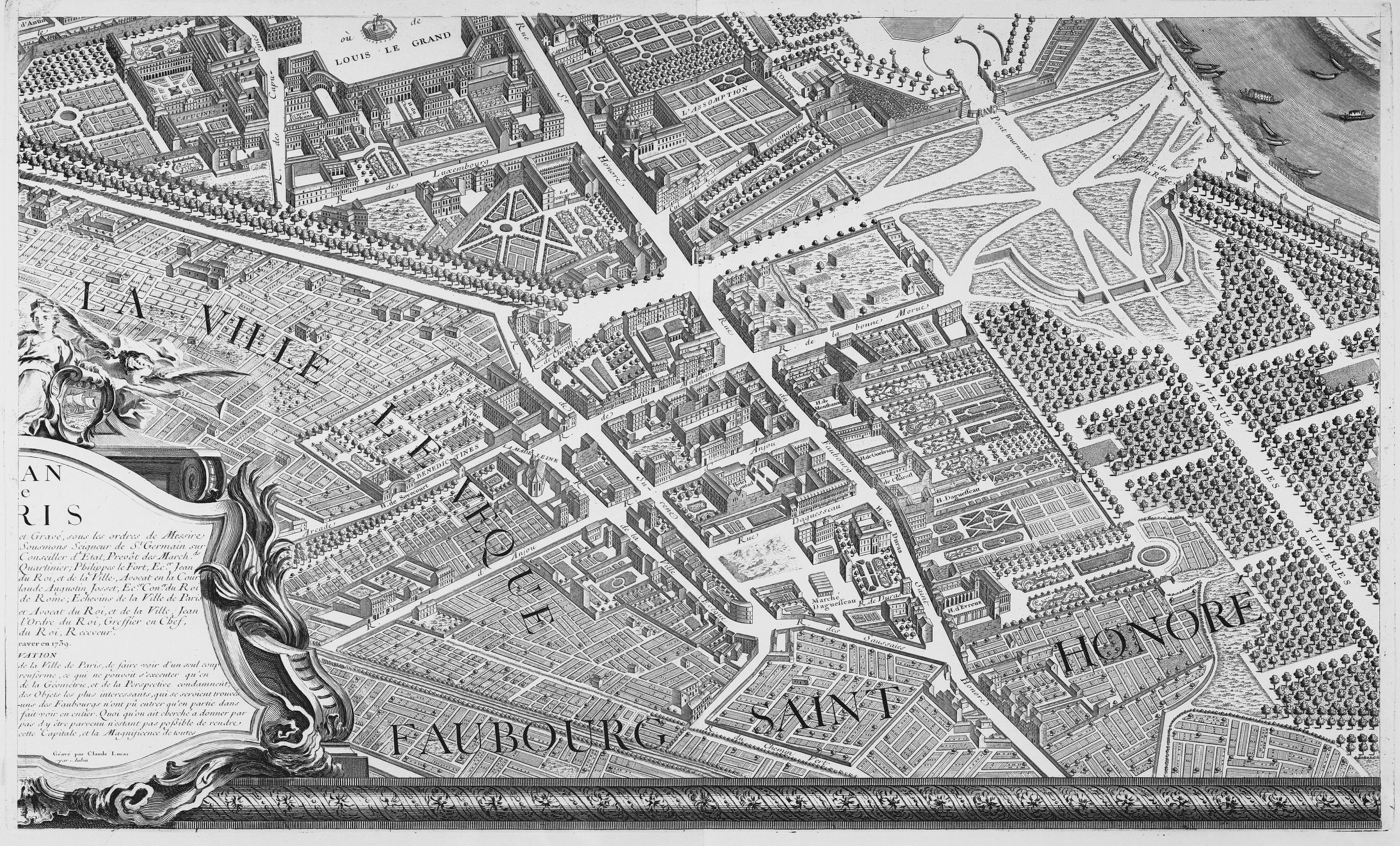
Localização da futura Rue Royale no mapa de Turgot, 1739.
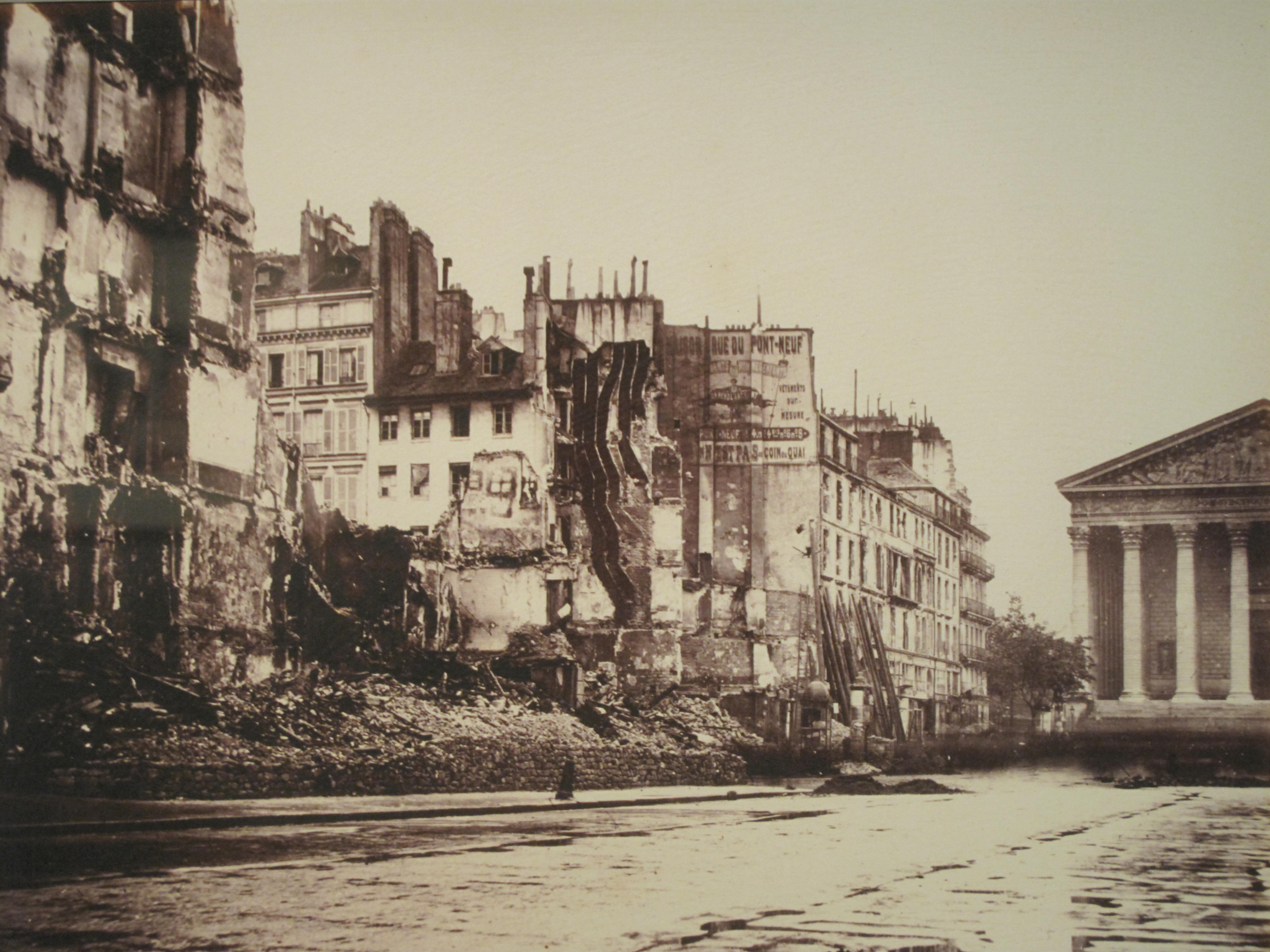
Rue Royale após as lutas e os incêndios na Comuna (maio de 1871), documento não fornecido.
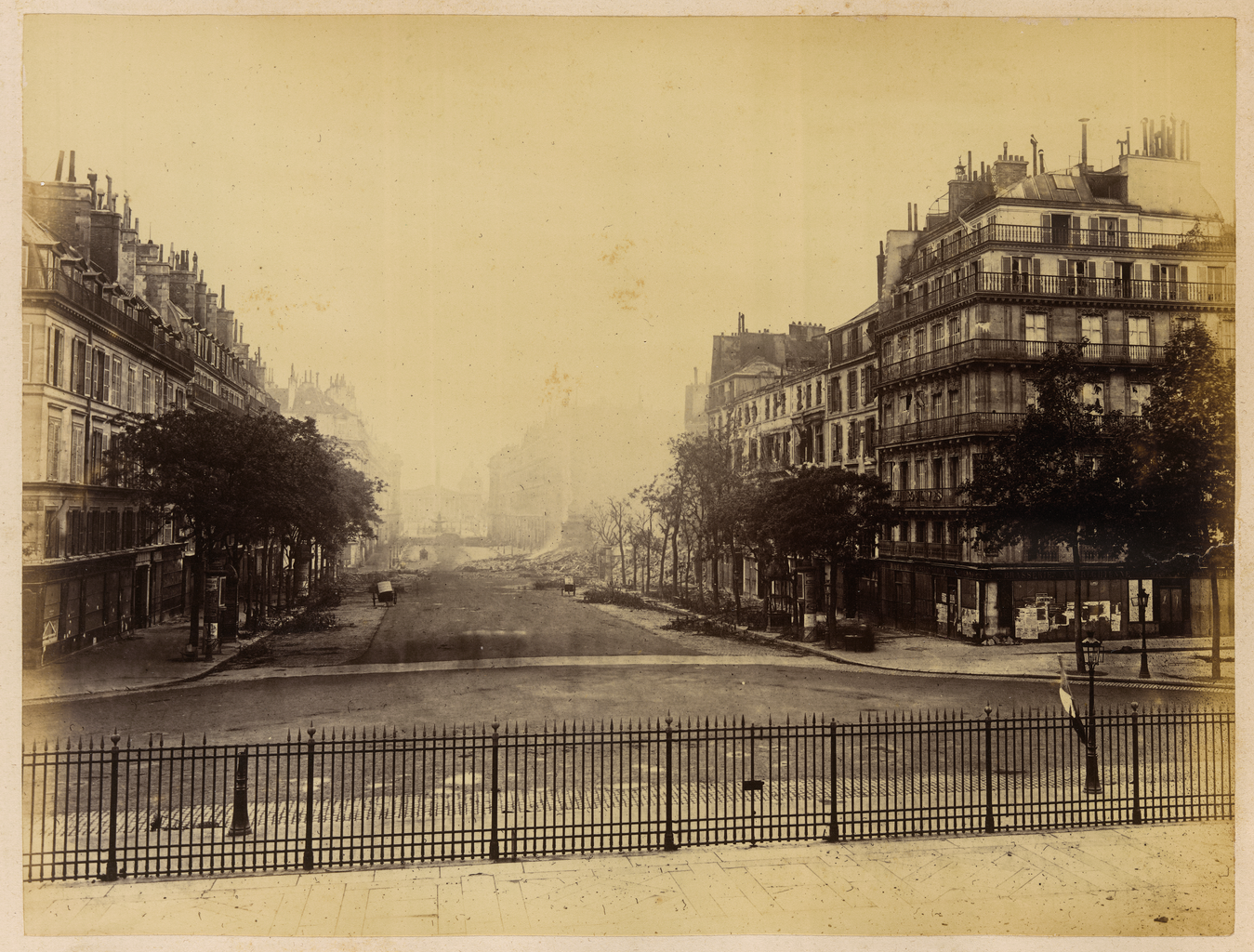
Bruno Braquehais, Paris. Rue Royale. Tiro da escadaria da Madeleine (depois de maio de 1871), Biblioteca Nacional do Brasil.
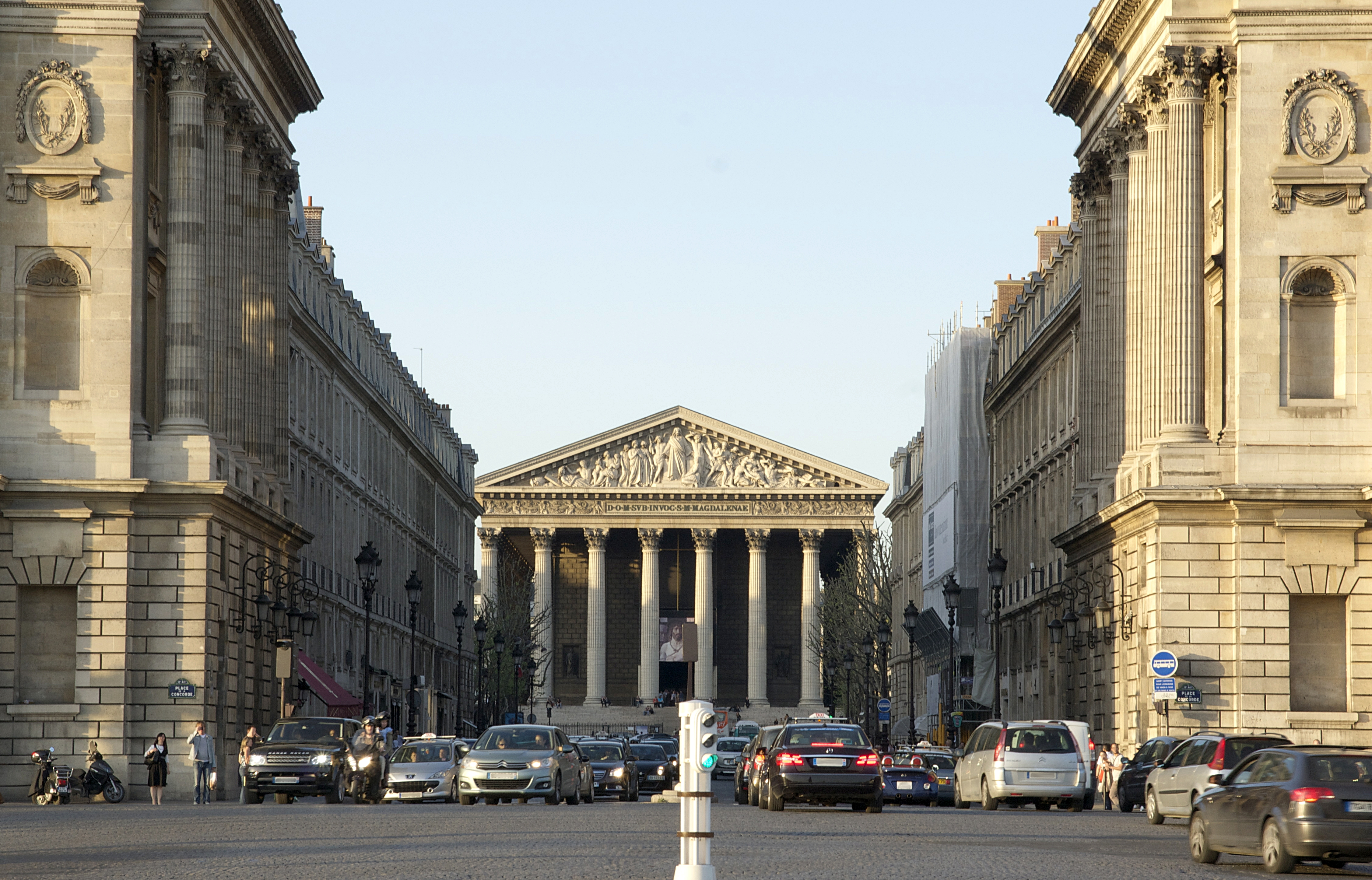
Rue Royale em 2011.